# Detektiv Quarles
Detektiv Quarles ist eine von der ARD im Jahr 1968 produzierte Fernsehserie, die 1968 und 1969 vom Westdeutschen Rundfunk Köln im Vorabendprogramm ausgestrahlt wurde.

## Handlung
Detektiv Quarles ermittelt in drei abgeschlossenen Episoden. In der ersten Episode (einteilig) wird er gebeten, den Verursacher mehrerer Giftanschläge auszumachen, die zweite Episode (zweiteilig) schildert einen Mord in der Traber-Szene und in der dritten Episode (zunächst vierteilig, später dreiteilig) klärt Quarles die Entführung eines Tennis-Champions auf.

## Hintergrund
Detektiv Quarles ist die erste einer Reihe zusammengehörender Kriminalserien der ARD. Die literarischen Vorlagen stammten von Julian Symons. Im Jahr 1970 wurde die Reihe mit einer fünfteiligen Staffel (ursprünglicher Name Die Kriminalnovelle) fortgesetzt, 1973 gab es unter dem Titel Die Kriminalerzählung weitere 21 Folgen. Der Protagonist trägt ab Staffel 2 nicht mehr den Namen Quarles, sondern heißt nun Carlis, der Name seines Helfers von der Polizei ändert sich von Inspektor Leeds zu Inspektor Parkinson. Abschließend folgte 1977 eine dreizehnteilige Serie mit dem Titel Mr. Carlis und seine abenteuerlichen Geschichten.

## Episoden
Die Episode Das Geheimnis vom Centre Court wurde während der Erstausstrahlung 1969 in vier 21-minütigen Folgen gesendet. Für eine Wiederholungssendung zehn Jahre später wurde das Format auf drei Folgen zu jeweils 28 Minuten geändert.
| Folge | Titel                                   | Erstausstrahlung |
| ----- | --------------------------------------- | ---------------- |
| 1     | Das unsichtbare Gift                    | 1968             |
| 2     | Der Außenseiter (Teil 1)                | 1968             |
| 3     | Der Außenseiter (Teil 2)                | 1968             |
| 4     | Das Geheimnis vom Centre Court (Teil 1) | 17. Februar 1969 |
| 5     | Das Geheimnis vom Centre Court (Teil 2) | 18. Februar 1969 |
| 6     | Das Geheimnis vom Centre Court (Teil 3) | 19. Februar 1969 |
| 7     | Das Geheimnis vom Centre Court (Teil 4) | 20. Februar 1969 |